# Africa@home
África@home é um sítio da internet que divulga e oferece recursos para projetos de computação distribuída voluntária para fins humanitários relacionados à África, inclusive projetos de computação com tecnologia BOINC.
O site, atualmente é patrocinado pelo Geneva International Academic Network (GIAN) e recebeu uma dotação financeira inicial de 46 mil francos suíços. África@home também administra o Malaria Control Project (MCP) que é um projeto de computação em grade visando o controle da Malária.